# القابل (بلقرن)
القابل إحدى المراكز التابعة لمحافظة بلقرن في منطقة عسير في المملكة العربية السعودية.